# Stromliniendiffusion-Finite-Element-Methode
Die Stromliniendiffusion-Finite-Element-Methode (SDFEM) ist eine Modifikation der Finite-Elemente-Methode. Die üblichen Varianten der Finite-Element-Methode diskretisieren elliptische Randwertaufgaben mit dominantem Diffusionsterm. Bei aber z. B. Problemen mit dominanter Konvektion zweiter Ordnung oder Konvektionsproblemen erster Ordnung führen Stabilitätsprobleme zu unerwünschten, unphysikalischen  Oszillationen in der diskreten Lösung. Ein Ausweg sind stabilisierte Finite-Elemente-Methoden, etwa die Methode der Stromliniendiffusion (SDFEM). Manche nennen die Methode auch SUPG von streamline upwind Petrov-Galerkin. Die Methode ist verwandt zu upwind-Varianten der Methode der finiten Differenzen und upwind-Varianten der Methode der finiten Volumen.

## Ein eindimensionales Beispiel
Löst man das Randwertproblem
{\displaystyle -\varepsilon u''+u'=f,\quad u(0)=u(1)=0}
bei konstantem {\displaystyle f} mit linearen finiten Elementen auf einem äquidistanten Gitter, so erzeugt man für die Näherungswerte in den Gitterpunkten das
Gleichungssystem
{\displaystyle -\varepsilon {\frac {u_{i+1}-2u_{i}+u_{i-1}}{h^{2}}}+{\frac {u_{i+1}-u_{i-1}}{2h}}=f.}
Dies entspricht einer bekannten Finite-Differenzen-Methode, siehe Abschnitt Upwind Finite-Differenzen-Methode für ein Konvektions-Diffusionsproblem. Von dieser ist schon sehr lange bekannt, dass sie im Fall dominanter Konvektion bzw. {\displaystyle 0<\varepsilon <<1} unzureichend ist,
während eine upwind Finite-Differenzen-Methode stabil gut funktioniert (s. Buch von Doolan, Miller, Schilders 1980).
Dagegen war lange unklar, wie man auf der Basis der Methode der finiten Elemente einen upwind-Effekt generiert. Verschiedene historische Zugänge werden im Buch von Roos, Stynes und Tobiska (2008) diskutiert. Am populärsten ist inzwischen die Stromliniendiffusions-Finite-Element-Methode, die 1979 von Hughes und Brooks vorgeschlagen wurde. Bei der  Stromliniendiffusions-Finite-Element-Methode addiert man zur üblichen FEM-Formulierung ein gewichtetes Residuum. Die übliche Finite-Elemente Methode für das Beispiel wäre: Gesucht ist {\displaystyle u_{h}\in V_{h}} mit
{\displaystyle \varepsilon (u_{h}',v_{h}')+(u_{h}',v_{h})=(f,v_{h})}
für alle {\displaystyle v_{h}\in V_{h}}, dem gewählten Finite-Elemente-Raum. {\displaystyle (\cdot ,\cdot )} bezeichnet dabei das Skalarprodukt im Raum der quadratisch integrierbaren Funktionen über dem Intervall   {\displaystyle (0,1)}. Nun wird das gewichtete Residuum addiert:
{\displaystyle \varepsilon (u_{h}',v_{h}')+(u_{h}',v_{h})+(-\varepsilon u_{h}''+u_{h}'-f,\delta v_{h}')=(f,v_{h})}
(das Residuum {\displaystyle -\varepsilon w''+w'-f} ist für die exakte Lösung {\displaystyle u} gleich Null !). Meist schreibt man dann die SDFEM als
{\displaystyle \varepsilon (u_{h}',v_{h}')+(u_{h}',v_{h})+(-\varepsilon u_{h}''+u_{h}',\delta v_{h}')=(f,v_{h}+\delta v_{h}').}
Der sogenannte Stromliniendiffusionsparameter {\displaystyle \delta } ist nicht notwendig ein Parameter, insbesondere kann er elementweise definiert werden.
Speziell für lineare finite Elemente auf einem äquidistanten Gitter erhält man für eine Konstante {\displaystyle \delta } das folgende Gleichungssystem für die Näherungswerte in den Gitterpunkten:
{\displaystyle -\varepsilon {\frac {u_{i+1}-2u_{i}+u_{i-1}}{h^{2}}}+({\frac {1}{2}}-{\frac {\delta }{h}}){\frac {u_{i+1}-u_{i}}{h}}+({\frac {1}{2}}+{\frac {\delta }{h}}){\frac {u_{i}-u_{i-1}}{h}}=f.}
Man sieht: für {\displaystyle \delta =0} (reine finite Elemente), wird das zentrale Differenzenverfahren erzeugt, für {\displaystyle \delta =h/2} mit der SDFEM jedoch ein upwind-Verfahren!
Bei Stynes und Tobiska 1998 findet man eine Diskussion zur Wahl von  {\displaystyle \delta } auf verschiedenen Gittern (auch Grenzschichtangepasste Gitter) und eine Fehlerabschätzung für beliebige Gitter.

## Ein zweidimensionales Konvektions-Diffusionsproblem
In einem zweidimensionalen polygonalen Gebiet {\displaystyle \Omega }  wird die Randwertaufgabe
{\displaystyle -\varepsilon \triangle u+b\cdot \nabla u+cu=f,\quad u=0\,\,{\rm {auf}}\,\partial \Omega }
betrachtet. Besonders interessiert der Fall dominanter Konvektion mit {\displaystyle 0<\varepsilon <<1} .
Nun wird zunächst mit der Methode der finiten Elemente diskretisiert. Dazu nimmt man einen konformen Finite-Elemente-Raum {\displaystyle V_{h}\subset H_{0}^{1}(\Omega )}
auf einer quasiuniformen Triangulation (s. Fehlerabschätzung für die Finite-Element-Methode), {\displaystyle T}  sei ein Element der Triangulation {\displaystyle {\cal {T_{h}}}} . Ist dann {\displaystyle (\cdot ,\cdot )} das Skalarprodukt im Raum der quadratisch integrierbaren Funktionen über {\displaystyle \Omega }, so lautet die Finite-Elemente-Methode: Finde {\displaystyle u_{h}\in V_{h}}
mit
{\displaystyle a_{G}(u_{h},v_{h})=\varepsilon (\nabla u_{h}.\nabla v_{h})+(b\cdot \nabla u_{h},v_{h})+(cu_{h},v_{h})=(f,v_{h})\quad \forall v_{h}\in V_{h}.}
Wie im eindimensionalen Fall ist diese Methode ungeeignet, es sei denn, man verwendet sehr kleine Elemente bei der Triangulation, etwa Elemente in der Größenordnung des kleinen Parameters {\displaystyle \varepsilon }. Deshalb stabilisiert man die Finite-Elemente-Methode durch Addition eines gewichteten Residuums ähnlich wie im eindimensionalen Fall und erhält die SDFEM
{\displaystyle a_{G}(u_{h},v_{h})+\sum _{T}\delta _{T}(-\varepsilon \triangle u_{h}+b\cdot \nabla u_{h}+cu_{h}-f,b\cdot v_{h}))=(f,v_{h})\quad \forall v_{h}\in V_{h}.}
Im konvektionsdominanten Fall wählt man meist {\displaystyle \delta _{T}} proportional zum Durchmesser des Elementes {\displaystyle T}. Unter gewissen Voraussetzungen kann man zeigen, dass die SDFEM in der SDFEM-Norm
{\displaystyle |||v|||_{SD}:=(\varepsilon |v|_{1}^{2}+\|v\|_{0}^{2}+\sum _{T}\delta _{T}\|b\cdot \nabla v\|_{0,T}^{2})^{1/2}}
stabil ist, dies erklärt das Verschwinden von Oszillationen der diskreten Lösung im größten Teil des Gebietes (s. Schieweck 2008).
Mit Techniken wie bei der Fehlerabschätzung für die Finite-Element-Methode erhält man im konvektionsdominanten Fall für lineare Elemente die Abschätzung
{\displaystyle |||u-u_{h}|||_{SD}\leq C(\varepsilon ^{1/2}+h^{1/2})h|u|_{2}.}
Dabei hängt die Konstante {\displaystyle C} nicht von {\displaystyle \varepsilon } ab, deshalb nennt man diese Abschätzung semirobust. Volle Robustheit liegt nicht vor, weil ja  {\displaystyle |u|_{2}} vom Parameter {\displaystyle \varepsilon } abhängig ist.

## SDFEM und grenzschichtangepasste Gitter
Grenzschichtangepasste Gitter ermöglichen in speziellen Fällen vollständig robuste Fehlerabschätzungen. Das setzt aber voraus, dass man in dem gegebenen Randwertproblem die Lage der Grenzschichten kennt und präzise Informationen über das Verhalten der Ableitungen der exakten Lösung herleiten kann (s. Singuläre Störung). Beispiele für solche Spezialfälle findet man in den angegebenen Monographien von Roos, Stynes und Tobiska bzw. Linss.